# Badu
Badu fou un estat tributari de l'Índia al Rajasthan, un jagir de l'estat de Jodhpur. Estava format de dotze pobles i governat per la família Madatiya del clan rathor dels rajputs. El primer jagirdar fou Bharat Singh Chundawat.